# Coroação do imperador do Sacro Império Romano-Germânico

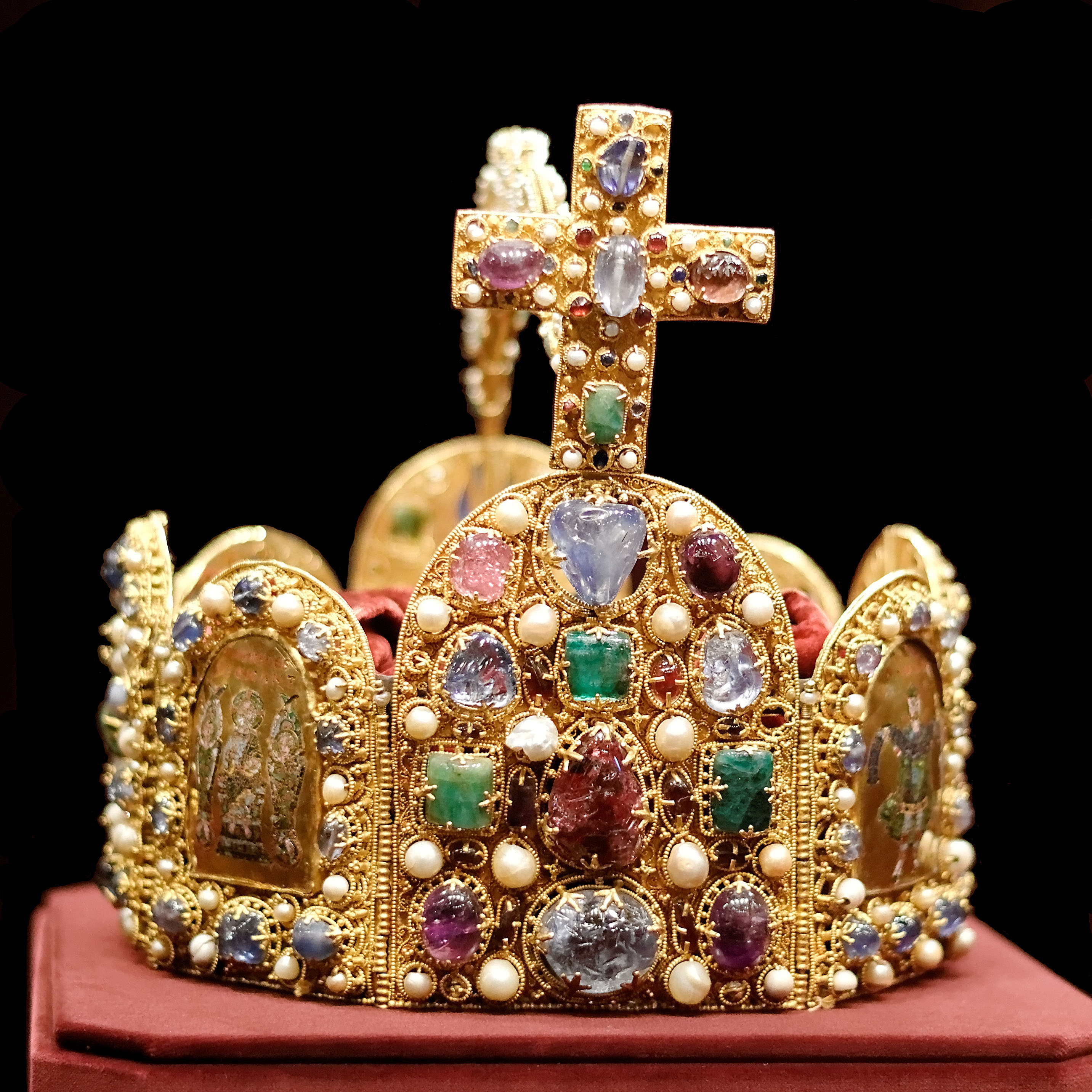
Coroa Imperial de Oto II - Reichskrone

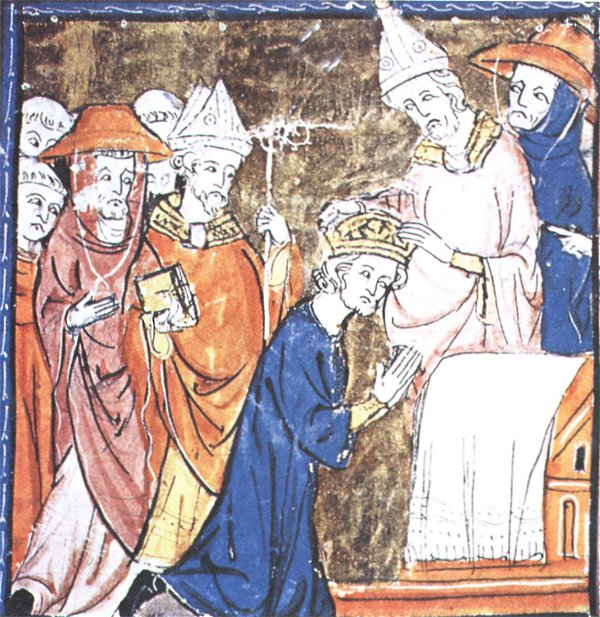
A coroação de Carlos Magno pelo Papa Leão III.

A coroação do imperador do Sacro Império Romano-Germânico era uma cerimônia na qual o soberano do Sacro Império Romano-Germânico era coroado e investido na regalia. Ela corresponde às antigas cerimônias de coroação de monarquias na Europa que foram pouco a pouco substituídas por inaugurações ou entronizações.
O imperador era coroado pelo papa em Roma.
De início, o imperador se autointitulava Imperator Augustus, empregando títulos do antigo Império Romano. O título "Imperador Romano", bem como o nome do "Sacro Império Romano", surgiu apenas nos séculos seguintes (e os historiadores acrescentam a qualificação "-Germânico" ao título e ao império, acusando o caráter germânico da entidade política e do território que esta controlava).
O imperador era escolhido por um grupo de príncipes posteriormente conhecidos como príncipes-eleitores, mas, até a sua coroação pelo papa em Roma, ostentava apenas o título de Rei dos Romanos (rex romanorum). Ao receber a coroa imperial, o imperador mantinha o título de rei (título este com funções dadas pelo direito feudal). A partir de 1508, dispensou-se a obrigação da coroação pelo papa para que o eleito pudesse envergar o título imperial (ou, formalmente, de "imperador-eleito").
O título de imperador tinha conotações religiosas, o que sugeria uma obrigação de proteger a Igreja Católica (o próprio Carlos Magno se arrogava a suprema chefia da Igreja, recebida com o título imperial). O imperador também era ordenado como sub-diácono, o que excluía não-católicos e mulheres do trono. A relação precisa entre as funções temporal e religiosa do título nunca ficou muito clara e causou conflitos sérios entre os duques germânicos e o papa, como, por exemplo, na Questão das Investiduras, no século XI.
A seleção do imperador era influenciada por diversos fatores. Como o título era formalmente eletivo, a sucessão era hereditária apenas até um certo ponto, embora costumasse ocorrer dentro de uma mesma dinastia até que se esgotassem os sucessores. O processo exigia que o candidato fizesse concessões aos eleitores, o que contribuía para o declínio do poder central (do imperador) em favor dos príncipes territoriais do império. O colégio dos eleitores foi fixado em sete pela Bula Dourada de 1356; em 1623, durante a Guerra dos Trinta Anos, acrescentaram-se outros eleitores.
A Coroa Imperial é a mais importante das Insígnias Imperiais (Reichskleinodien), incluindo a Cruz Imperial (Reichskreuz), a Espada Imperial (Reichsschwert) e Lança do destino( Heilige Lanze). Durante a Cerimônia de Coroação ela era dada ao novo monarca, juntamente com  cetro (Zepter) e o Orbe imperial (Reichsapfel) e ela só poderia ser utilizada na cerimônia. A coroa imperial e as outras insígnias do Sacro Império Romano eram guardadas, a partir do ano 1424, em Nuremberg, uma cidade do antigo Ducado da Francônia, que era o centro e a origem do Estado francês em terras germânicas.